# اچ‌ام‌اس لیدی شرلی
اچ‌ام‌اس لیدی شرلی (به انگلیسی: HMS Lady Shirley) یک زیردریایی بود که طول آن 163.5 feet بود. این زیردریایی در سال ۱۹۳۷ ساخته شد.